# Umbria Volley
L'Umbria Volley è stata una società pallavolistica maschile italiana con sede a San Giustino.

## Storia

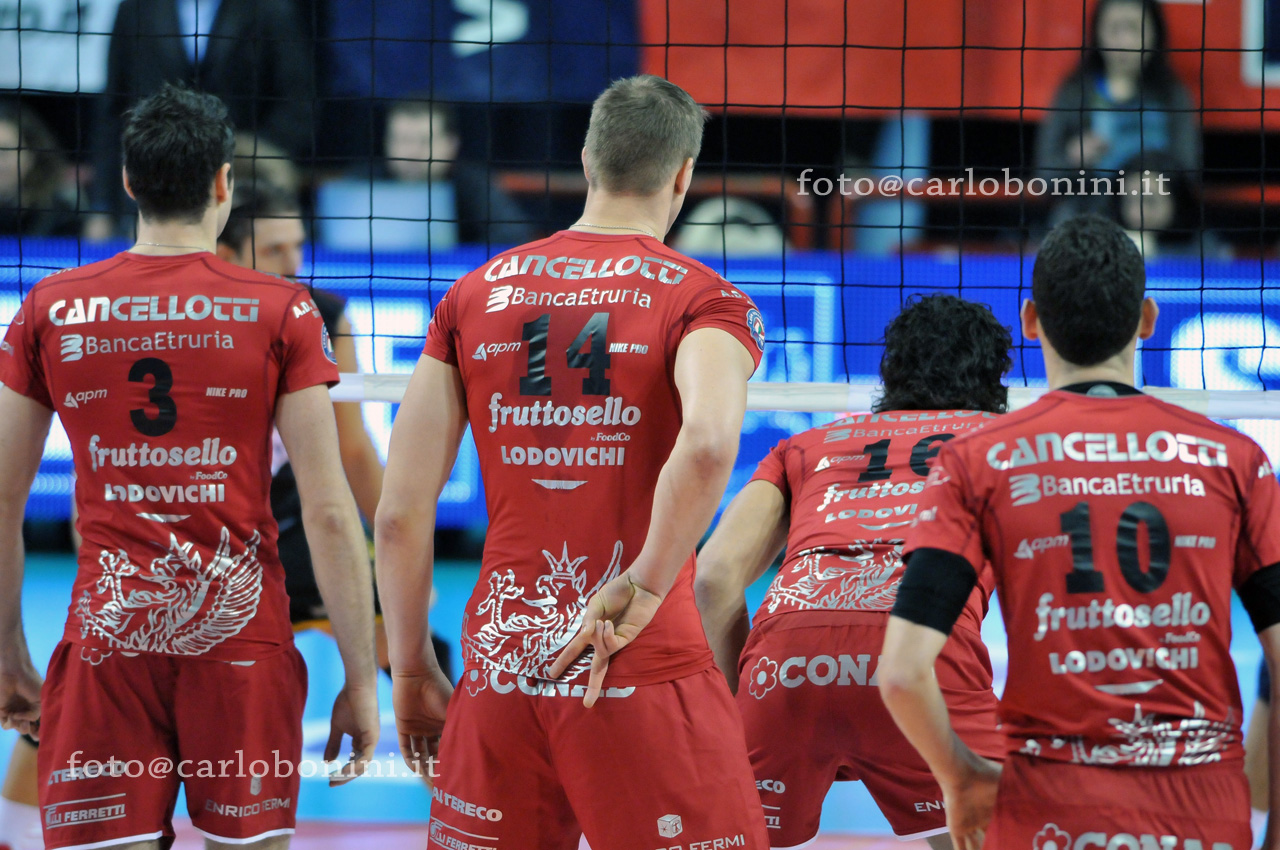
Pallavolisti del Perugia Volley durante una gara del campionato di Serie A1 2008-09

Il Perugia Volley viene fondato nel 2001 dal presidente Claudio Sciurpa; il club acquista il titolo sportivo dal Trasimeno di Castiglione del Lago, neopromosso in Serie A2, e ottiene così il diritto di partecipazione al medesimo campionato per la stagione 2001-02: dopo il secondo posto in classifica al termine della regular season, vince i play-off promozione, battendo nella serie finale l'API Verona, venendo promosso in Serie A1.
Nella stagione 2002-03 esordisce nella massima divisione italiana, mentre nella stagione successiva ottiene la prima qualificazione ai play-off scudetto, giungendo fino alle semifinali, dopo l'ottavo posto al termine della regular season. Nell'annata 2004-05 partecipa per la prima volta alla Coppa Italia e nuovamente ai play-off scudetto, dove arriva fino alla serie finale battuta dal Treviso: questo risultato garantisce al club umbro la qualificazione per la massima competizione europea, ossia la Champions League, torneo nel quale la squadra arriverà fino ai play-off a 6.
Le annate successive la vedono stazionare sempre in posizioni di metà classifica, fino alla stagione 2008-09, quando arriva quarta in regular season e, nonostante l'uscita ai quarti di finale, si qualifica per la Challange Cup: sarà questo l'unico trofeo che la squadra potrà esporre in bacheca grazie alla vittoria in finale sull'HAOK Mladost di Zagabria.
L'estate del 2010 porta alcune novità dal punto di vista societario: diviene presidente Aldo Nocentini, il club cambia nome in Umbria Volley e la sede viene spostata a San Giustino; la squadra disputa altri due campionati in Serie A1, mantenendo posizioni di metà classifica e uscendo sempre alla prima fase dei play-off, oltre a raggiungere un quarto di finale nell'edizione 2010-11 della Coppa Italia.
Al termine della stagione 2011-12 il club cede il titolo sportivo al neonato Altotevere, terminando poi ogni tipo di attività.

## Palmarès
- Challenge Cup: 1

2009-10